# Nous tous, ensemble avec Andry Rajoelina
Nous tous, ensemble avec Andry Rajoelina (Isika Rehetra Miaraka amin’i Andry Rajoelina en malgache, le plus souvent abrégé en IRD, puis IRK, parfois IRMAR) est une coalition politique malgache créée pour soutenir le président Andry Rajoelina. Elle porte initialement le nom d'Ensemble avec le président Andry Rajoelina (Miaraka Amin'i Prezidà Andry Rajoelina, abrégé en MAPAR),. 
La coalition englobe notamment le parti Jeunes malgaches déterminés (Tanora Gasy Vonona, abrégé en TGV) et jusqu'en 2020 le Malagasy miara-miainga (MMM). Elle obtient la majorité relative aux législatives de décembre 2013, avec 49 sièges sur 151, puis la majorité absolue aux législatives de mai 2019, avec 84 sièges sur 151,.

## Résultats

### Législatives
| Année | Voix      | %     | Rang | Élus     |
| ----- | --------- | ----- | ---- | -------- |
| 2013  | 669 394   | 17,29 | 1er  | 49 / 151 |
| 2019  | 1 402 480 | 34,77 | 1er  | 84 / 151 |
| 2024  | 2 184 887 | 40,39 | 1er  | 84 / 163 |

### Sénatoriales
| Année | Voix  | %     | Rang | Élus    |
| ----- | ----- | ----- | ---- | ------- |
| 2015  | 733   | 6,41  | 3e   | 2 / 42  |
| 2020  | 8 683 | 76,32 | 1er  | 10 / 12 |